# Parafia św. Stanisława w Subkowach
Parafia św. Stanisława w Subkowach – rzymskokatolicka parafia należąca do diecezji pelplińskiej.
Liczba wiernych: 4100.
Na obszarze parafii leżą miejscowości: Brzuśce, Czarlin, Gniszewo, Małe Subkowy, Mała Słońca Wybudowanie, Mały Garc, Narkowy, Radostowo, Starzęcin, Wielgłowy, Wielka Słońca. Tereny te znajdują się w gminie Subkowy, w powiecie tczewskim, w województwie pomorskim.

## Proboszczowie
- ks. Brunon Szylicki (1940–1988)
- ks. Feliks Kamecki (1988–2021)
- ks. Wiesław Mazurowski (od 2021)